# 1925
Het jaar 1925 is een jaartal volgens de christelijke jaartelling.

## Gebeurtenissen
januari
- 1 - Kristiania, de hoofdstad van Noorwegen, wordt herdoopt in Oslo, de naam die de stad ook al had van circa 1048 tot 1624.
- 3 - Mussolini laat door de Italiaanse koning het parlement ontbinden en gaat bij decreet regeren als Regeringsleider en Duce van het fascisme (Capo del Governo e Duce del Fascismo).
- 6 - Lev Trotski wordt naar aanleiding van zijn boek "Lessen van oktober" uit de regering van de Sovjet-Unie gezet.
- 21 - In Albanië wordt de republiek uitgeroepen.

februari
- 1 - Succesvol einde van de Great Race of Mercy ('serum run to Nome'), een estafettetocht van sledehonden van Nenana naar Nome in Alaska. Ze brengen het serum tegen difterie naar dit afgelegen gebied omdat andere wijzen van vervoer niet mogelijk zijn. Een uitbraak van deze ziekte wordt zo de kop ingedrukt.
- 11 - Bij een mijngasontploffing in de mijn Minister Stein bij Dortmund komen 136 mijnwerkers om het leven.
- 19 - In Genève wordt een nieuw internationaal opiumverdrag gesloten waarin de deelnemende landen zich verbinden om ook cannabis te verbieden.

maart
- 1 - In Duitsland komt de Leica op de markt, de eerste kleinbeeldcamera.
- 13 - Het parlement van Tennessee neemt de wet-Butler aan, die het openbare middelbare scholen verbiedt de Evolutietheorie te onderwijzen.
- 18 - Het wassenbeeldenmuseum van Madame Tussauds in Londen brandt geheel af.
- 18 - In Missouri, Illinois en Indiana komen door een tornado 695 mensen om het leven. Er zijn meer dan 2000 gewonden.

april
- 3 - De Nederlandse minister van Buitenlandse Zaken Van Karnebeek en zijn Belgische collega Hymans ondertekenen in Den Haag een ontwerpverdrag dat voorziet in betere scheepvaartverbindingen voor Antwerpen over Nederlands grondgebied door een kanaal naar Moerdijk en een kanaal naar Ruhrort, en in vergroting van de Belgische invloed op de Schelde.
- 13 - In het Dominion Newfoundland treedt de wet die het vrouwenkiesrecht invoert officieel in werking[1].
- 16 - Door een bomaanslag tijdens een begrafenismis in de Sveta Nedelyakathedraal in Sofia komen meer dan 120 mensen om het leven.
- 30 - Ze'ev Jabotinski richt in Parijs  de organisatie Hatzohar (zionistische revisionisten) op. .
- april - In Parijs wordt de Arnhemse hotelier Jan Dommering Europees biljartkampioen ankerkader 45/2.

mei
- 8 - In Zuid-Afrika wordt het Afrikaans gelijkgesteld aan het Nederlands. Dit is een succes voor de Afrikaanse Taalbeweging.
- 12 - Von Hindenburg treedt aan als Rijkspresident van Duitsland als opvolger van de overleden Friedrich Ebert.
- 13 - De Oezbeekse Socialistische Sovjetrepubliek treedt toe tot de Sovjet-Unie.
- 30 - Na de arrestatie van vijftien demonstranten ontstaan in Peking zware ongeregeldheden, die Beweging van de dertigste mei worden genoemd en nog maandenlang voortduren.

juni
- 26 - In Griekenland pleegt een groep officieren van het garnizoen Saloniki een militaire staatsgreep. Generaal Pangalos is de sterke man achter de staatsgreep en wordt premier.

juli
- 11 - Op een deels onverhard circuit bij Rolde wordt de eerste TT Assen verreden, georganiseerd door de Motorclub Assen en omstreken. De 500cc-motoren halen een gemiddelde snelheid van 90 km/h. Winnaar is Piet van Wijngaarden op een Norton.
- 18 - In Duitsland verschijnt het boek Mein Kampf door Adolf Hitler.
- 19 - De Ronde van Frankrijk wordt gewonnen door de Italiaan Ottavio Bottecchia, die een jaar eerder ook al had gewonnen. Tweede wordt zijn Belgische ploeggenoot Lucien Buysse. Zes Belgen eindigen bij de eerste tien.
- 26 - De Belg André Massaux vestigt een nieuw wereldrecord zweefvliegen (duurvlucht) door 10u 41min in de lucht te blijven.

augustus
- 4 - Beëdiging eerste kabinet-Colijn.
- 10 - Een cycloon die van Zuidwest-Brabant naar Twente trekt, richt grote schade aan (Stormramp van 1925). Het Gelderse stadje Borculo wordt door deze cycloon verwoest en ook het Brabantse Langenboom wordt zwaar getroffen.
- 25 - Oprichting van de Nederlandse voetbalclub Noordbarge Emmen Combinatie, later bekend als FC Emmen.

september
- 15 - Troelstra neemt afscheid als fractievoorzitter van de SDAP. Hij wordt opgevolgd door Albarda.
- 16 - Oprichting Rotterdamse hockeyclub HC Rotterdam.
- 26 - Opening door Jac. P. Thijsse van Thijsse's Hof in Bloemendaal, Nederlands eerste heemtuin.

oktober
- 18 - In het Haagse Zuiderpark wordt het ADO-stadion in gebruik genomen.
- 30 - John Baird neemt in Londen de eerste tv-beelden op.
- 31 - De laatste Sjah van de Perzische dynastie van Kadjaren wordt afgezet door generaal Reza Pahlavi.

november
- 1 - Robert Millikan bewijst het bestaan van kosmische straling.
- 1 - Oprichting van de VARA.
- 4 - Een kring van Katholieke Vlaamse kunstenaars en kunstminnenden sticht in Vlaanderen De Pelgrim.
- 10 - Nacht van Kersten; het eerste kabinet-Colijn valt over het gezantschap bij de paus.

december
- 1 - Ondertekening van het Verdrag van Locarno. Daarin zijn afspraken gemaakt over de grenzen van onder meer België, Frankrijk, Duitsland en Engeland. Daarnaast zorgt het verdrag ervoor dat toetreding van Duitsland tot de Volkenbond een stuk dichterbij komt.
- 3 - Dr. P.H. Ritter jr. houdt zijn eerste boekbespreking voor de Hilversumsche Draadlooze Omroep.
- 16 - In Italië wordt de eerste autosnelweg ter wereld geopend. Het is de huidige A8, tussen Milaan en Varese.
- 18 - Oprichting van de Amsterdamsche schaakbond door een kleine tien schaakclubs.
- 19 - Schrijver A.M. de Jong spreekt voor het eerst op de VARA-radio. Hij leest voor uit het nog te verschijnen Merijntje Gijzens jeugd II: Flierefluiters oponthoud.

zonder datum
- Invoering van de decibel als eenheid van geluid.
- Marcel Breuer ontwerpt de Wassily-stoel.
- Iran lijft het prinsdom Al-ahwaz in.

## Muziek
- De Amerikaanse componist George Gershwin componeert zijn Concerto in F
- De Finse componist Jean Sibelius componeert Een eenzaam skispoor en Morceau romantique

### Premières
- 14 januari - Alban Berg: de atonale opera Wozzeck.
- 17 januari: Joueurs de flûte van Albert Roussel
- 17 februari: Sonate voor viool en piano nr. 2 van Knudåge Riisager
- 25 april: Andrés Segovia speelt Albert Roussels Segovia
- 21 mei: St Patrick's breastplate van Arnold Bax
- 1 juli: Albert Roussels opera La naissance de la lyre
- 15 oktober: Frank Bridges Sonate voor piano
- 22 augustus: Jean Sibelius' Intrada voor orgel
- 15 oktober: Albert Roussels Serenade voor fluit, harp, viool, altviool en cello en diens Sonate nr. 2 voor viool en piano
- 5 november: Aarre Merikanto's Pan

### Prijs
- De Ierse schrijver George Bernard Shaw ontvangt de Nobelprijs voor Literatuur

### Publicaties in de Nederlandse taal
- Nippon van Louis Couperus
- Vluchtige begroetingen van Aart van der Leeuw
- Het wassende water van Herman de Man

### Publicaties in de Engelse taal
- The great Gatsby van F. Scott Fitzgerald
- Mrs Dalloway van Virginia Woolf. Het boek werd in 1948 voor het eerst vertaald in het Nederlands door Nini Brunt.

### Publicaties overige talen
- Caractères en Les faux-monnayeurs van André Gide

### Toneel
- 23 december: eerste voorstelling van Drømmen til Radioland van Thoralf Klouman in Oslo.

## Beeldende kunst

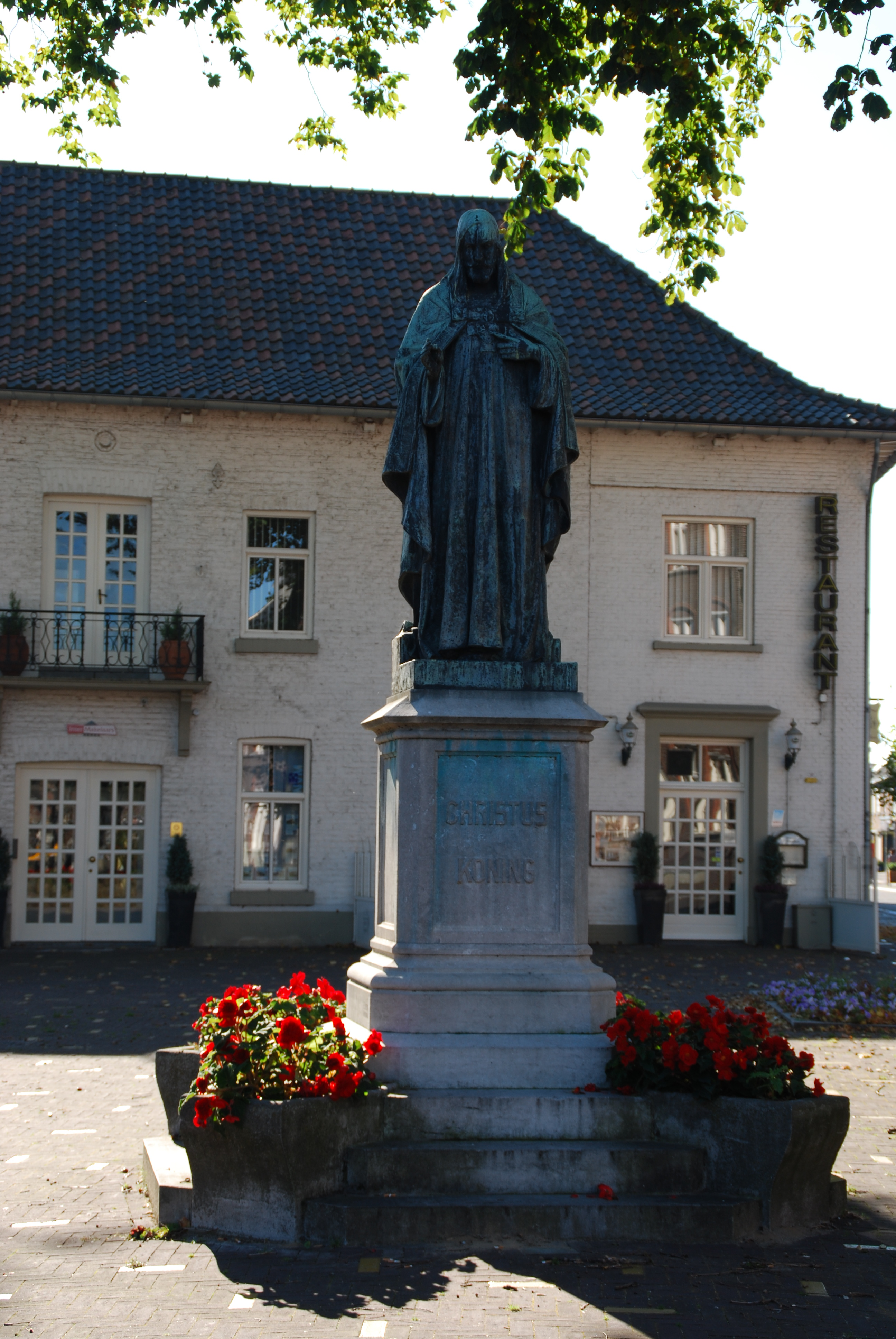
Heilig Hart beeld, Reuver (1925) August Falise

## Bouwkunst

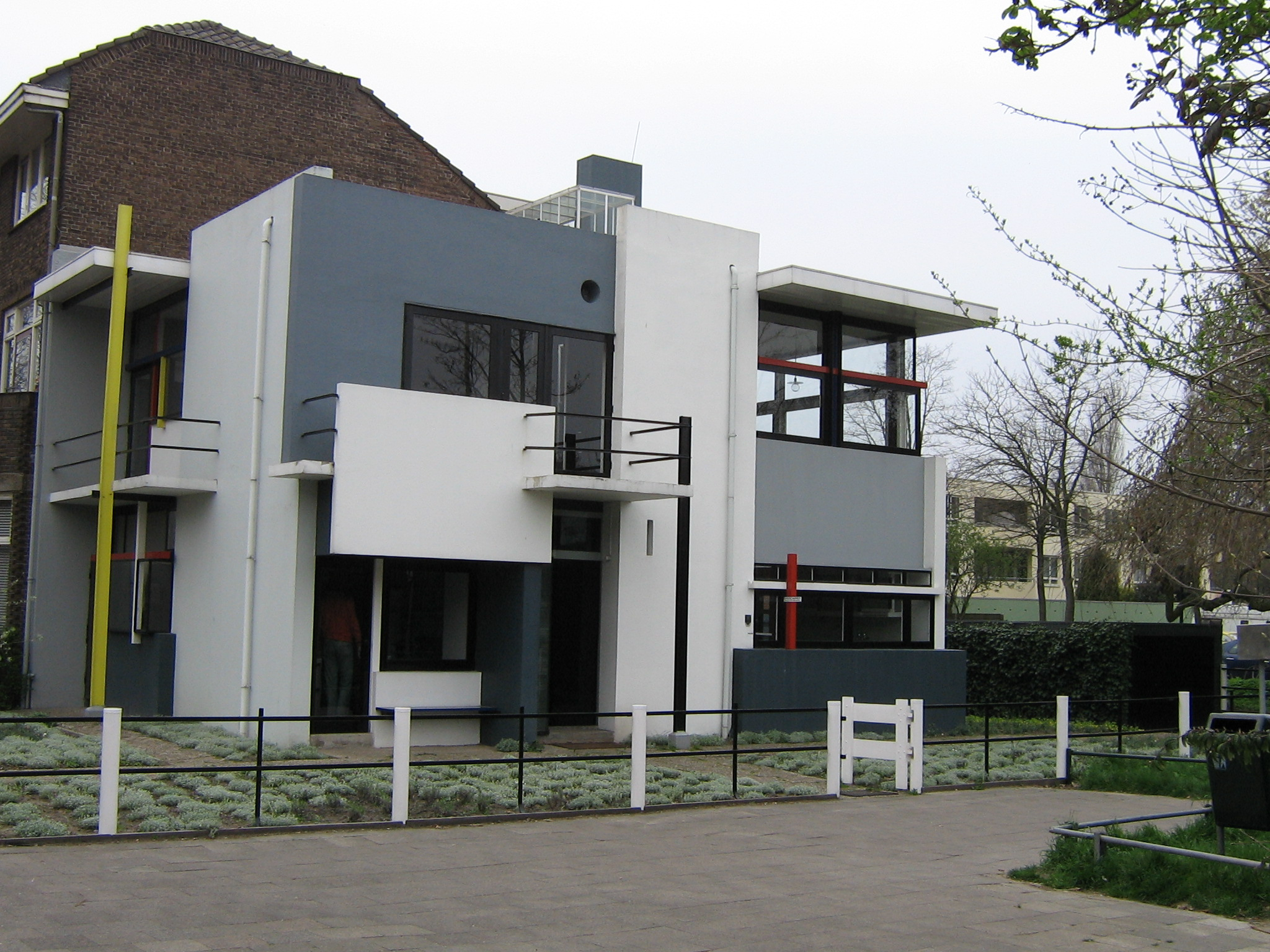
Rietveld Schröderhuis Utrecht Gerrit Rietveld
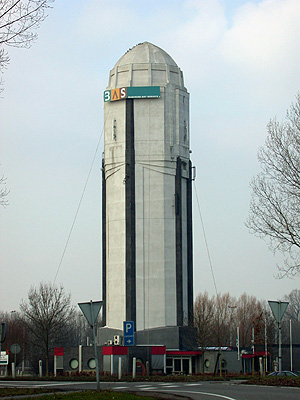
Watertoren Raamsdonksveer, Hendrik Sangster
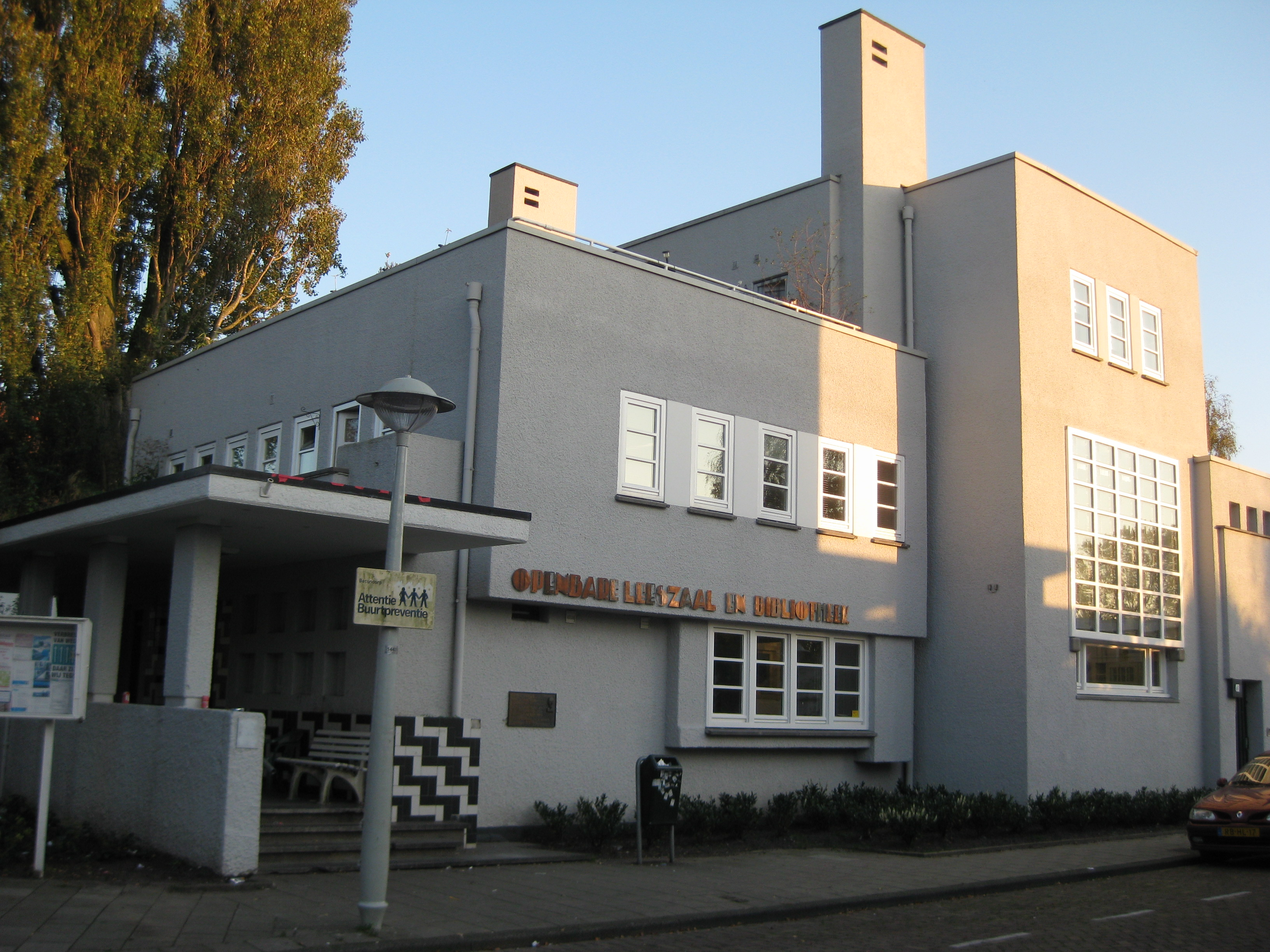
Openbare Leeszaal en Bibliotheek, Brink 43, Amsterdam (Betondorp), Dick Greiner

## Geboren

### januari
- 1 - Matthew Beard, Amerikaans acteur (overleden 1981)
- 1 - Mario Merz, Italiaans beeldhouwer (overleden 2003)
- 1 - Maud van Praag, Nederlands presentatrice (overleden 2011)
- 2 - Irina Archipova, Russisch operazangeres (overleden 2010)
- 2 - Francesco Colasuonno, Italiaans kardinaal (overleden 2003)
- 2 - Larry Harmon, Amerikaans entertainer (overleden 2008)
- 2 - Jan Uitham, Nederlands schaatser (overleden 2019)
- 4 - Veikko Hakulinen, Fins biatleet en langlaufer (overleden 2003)
- 4 - Jaap Hofland, Nederlands musicus en arrangeur (overleden 1986)
- 4 - Roger Lenaers, Belgisch jezuïet (overleden 2021)
- 6 - John DeLorean, Amerikaans ingenieur en autofabrikant (overleden 2005)
- 6 - Pramoedya Ananta Toer, Indonesisch schrijver (overleden 2006)
- 7 - Dick Blok, Nederlands mediëvist en naamkundige (overleden 2019)
- 7 - Gerald Durrell, Brits zoöloog en schrijver (overleden 1995)
- 7 - Pierre Gripari, Frans schrijver (overleden 1990)
- 8 - Bernardo Ruiz, Spaans wielrenner (overleden 2025)
- 8 - Herman Tammo Wallinga, Nederlands historicus en hoogleraar (overleden 2018)
- 9 - Lee Van Cleef, Amerikaans westernacteur (overleden 1989)
- 10 - Arja Peters (Chinny van Erven), Nederlands schrijfster (overleden 1996)
- 11 - Mance Post, Nederlands illustratrice (overleden 2013)
- 12 - Hans Daudt, Nederlands politicoloog (overleden 2008)
- 13 - Oscar Soetewey, Belgisch atleet (overleden 1988)
- 14 - Yukio Mishima, Japans schrijver en politiek activist (overleden 1970)
- 15 - Ernst Benda, Duits minister (overleden 2009)
- 17 - Duane Hanson, Amerikaans hyperrealist (overleden 1996)
- 17 - Edgar Ray Killen, Amerikaans baptistenpredikant en moordenaar (overleden 2018)
- 17 - Simon Levie, Nederlands kunsthistoricus (overleden 2016)
- 18 - Gilles Deleuze, Frans filosoof (overleden 1995)
- 18 - Roepie Kruize, Nederlands hockeyer en bondscoach (overleden 1992)
- 18 - Vjatsjeslav Solovjov, Russisch voetballer en trainer (overleden 1996)
- 20 - Ernesto Cardenal, Nicaraguaans dichter, politicus en geestelijke (overleden 2020)
- 22 - Katherine MacLean, Amerikaans schrijfster van sciencefiction (overleden 2019)
- 22 - Verti Dixon, Nederlands omroepster (overleden 1969)
- 23 - Emilio O. Rabasa, Mexicaans politicus, diplomaat en rechtsgeleerde (overleden 2008)
- 26 - Miep Diekmann, Nederlands (kinderboeken)schrijfster (overleden 2017)
- 26 - Joan Leslie, Amerikaans actrice (overleden 2015)
- 26 - Paul Newman, Amerikaans filmacteur en -regisseur (overleden 2008)
- 28 - Ton van Boven, Nederlands politicus (overleden 2009)
- 28 - Andrzej Stelmachowski, Pools politicus (overleden 2009)
- 29 - Jeanette van Dijck, Nederlands sopraan (overleden 2009)
- 29 - Pier Tania, Nederlands presentator (overleden 1995)
- 30 - Douglas Engelbart, Amerikaans uitvinder van de muis (overleden 2013)
- 31 - Micheline Lannoy, Belgisch kunstrijdster (overleden 2023)

### februari
- 1 - Lucille Eichengreen, Duits holocaustoverlevende (overleden 2020)
- 3 - Shelley Berman, Amerikaans acteur (overleden 2017)
- 3 - Leon Schlumpf, Zwitsers politicus (overleden 2012)
- 3 - Johan Walhain, Nederlands acteur (overleden 1985)
- 4 - Arne Åhman, Zweeds atleet (overleden 2022)
- 6 - Pramoedya Ananta Toer, Indonesisch schrijver (overleden 2006)
- 7 - Tomisaku Kawasaki, Japans kinderarts (overleden 2020)
- 8 - Raimondo D'Inzeo, Italiaans ruiter (overleden 2013)
- 8 - Jack Lemmon, Amerikaans acteur (overleden 2001)
- 8 - Juana Marta Rodas, Paraguayaans keramiekkunstenaar (overleden 2013)
- 11 - David Hartsema, Nederlands tekstschrijver (overleden 2009)
- 12 - Jan Vrijman, Nederlands journalist en cineast (overleden 1997)
- 13 - Jan Arends, Nederlands schrijver (overleden 1974)
- 13 - Jacoba Theodora van der Kun, Nederlands verzetsstrijdster (overleden 2017)
- 13 - Johannes Matzen, Oost-Duits voetballer
- 16 - Jaroslawa Dankowa, Bulgaars-Nederlands beeldhouwster (overleden 1999)
- 16 - François-Xavier Ortoli, Frans zakenman en politicus; voorzitter Europese Commissie 1973-1977 (overleden 2007)
- 17 - Fritz Behrendt, Nederlands tekenaar (overleden 2008)
- 17 - Hal Holbrook, Amerikaans acteur (overleden 2021)
- 17 - Wierd Wijnia, Nederlands lange-afstandschaatser en sportbestuurder (overleden 1998)
- 18 - Til Gardeniers-Berendsen, Nederlands politica (overleden 2019)
- 18 - George Kennedy, Amerikaans acteur (overleden 2016)
- 19 - Jan Buisman, Nederlands historisch geograaf (overleden 2024)
- 20 - Robert Altman, Amerikaans filmregisseur (overleden 2006)
- 21 - Tom Gehrels, Nederlands-Amerikaans astronoom (overleden 2011)
- 21- Aleksej Paramonov, Russisch voetballer en voetbaltrainer (overleden 2018)
- 21 - Sam Peckinpah, Amerikaans filmregisseur (overleden 1984)
- 22 - Edward Gorey, Amerikaans schrijver en illustrator (overleden 2000)
- 24 - Etel Adnan, Libanees-Amerikaans dichteres, schrijfster en beeldend kunstenares (overleden 2021)
- 24 - Irma Schuhmacher, Nederlands zwemster (overleden 2014)
- 25 - Clovis Cnoop Koopmans, Nederlands rechter en politicus (overleden 2008)
- 26 - Kees Brusse, Nederlands acteur, filmregisseur en scenarioschrijver (overleden 2013)
- 26 - Moshe Ha-Elion, Grieks-Israëlisch schrijver en holocaustoverlevende (overleden 2022)
- 27 - Marin Constantin, Roemeens musicus, componist en dirigent (overleden 2010)
- 27 - Ebb Rose, Amerikaans autocoureur (overleden 2007)
- 28 - Louis Nirenberg, Canadees wiskundige (overleden 2020)

### maart
- 1 - Martín Chirino, Spaans beeldhouwer (overleden 2019)
- 1 - Alexandre do Nascimento, Angolees kardinaal-aartsbisschop (overleden 2024)
- 1 - Juul Zandbergen, Nederlands burgemeester en verzetsman (overleden 2008)
- 2 - Robert Hanell, Tsjechisch dirigent (overleden 2009)
- 3 - Joe Sentieri, Italiaans zanger en acteur (overleden 2007)
- 4 - Paul Mauriat, Frans orkestleider (overleden 2006)
- 5 - Renato De Sanzuane, Italiaans waterpolospeler (overleden 1986)
- 5 - J.A.A. van Doorn, Nederlands socioloog en publicist (overleden 2008)
- 7 - François Houtart, Belgisch kanunnik, socioloog, theoloog, activist en hoogleraar (overleden 2017)
- 7 - Willigis Jäger, Duits benedictijner monnik, zenmeester en mysticus (overleden 2020)
- 8 - Marie-Thérèse Renard, Belgisch atlete (overleden 2012)
- 8 - Piet Steenkamp, Nederlands hoogleraar en politicus (CDA) (overleden 2016)
- 9 - Rolf Abrahamsohn, Duits ondernemer en holocaustoverlevende (overleden 2021)
- 9 - Hein Mader, Nederlands beeldend kunstenaar (overleden 2011)
- 10 - Ed van der Elsken, Nederlands fotograaf en cineast (overleden 1990)
- 10 - Sef Imkamp, Nederlands ambtenaar en politicus (overleden 2013)
- 12 - Louison Bobet, Frans wielrenner (overleden 1983)
- 12 - Leo Esaki, Japans natuurkundige en Nobelprijswinnaar
- 12 - Harry Harrison, Amerikaans schrijver (overleden 2012)
- 13 - Roy Haynes, Amerikaans jazzdrummer (overleden 2024)
- 13 - John Tate, Amerikaans wiskundige, winnaar van de Abelprijs 2010 (overleden 2019)
- 16 - Roger Laermans, Belgisch atleet
- 17 - Joelija Borisova, Sovjet-Russisch actrice (overleden 2023)
- 19 - Brent Scowcroft, Amerikaans militair en regeringsadviseur (overleden 2020)
- 19 - André Volten, Nederlands beeldhouwer (overleden 2002)
- 20 - John Ehrlichman, Amerikaans presidentieel adviseur (overleden 1999)
- 21 - Peter Brook, Brits theaterproducent en regisseur (overleden 2022)
- 21 - Pierre Celis, Belgisch bierbrouwer (overleden 2011)
- 23 - Jan Piket, Nederlands hoogleraar fysische geografie en cartografie (overleden 2020)
- 24 - Henk van der Bijl, Nederlands voetballer
- 24 - Bart Leijnse, Nederlands biochemicus en hoogleraar (overleden 2017)
- 25 - Paul Biegel, Nederlands auteur (overleden 2006)
- 26 - Pierre Boulez, Frans componist en dirigent (overleden 2016)
- 26 - Paul Verschuren s.c.j., Nederlands r.k. bisschop van Helsinki (overleden 2000)
- 27 - Charles Henry Plumb, Brits conservatief politicus (overleden 2022)
- 28 - Alberto Grimaldi, Italiaans filmproducent (overleden 2021)
- 28 - Herman Kunnen, Belgisch atleet (overleden 2001)
- 30 - Cor van der Klugt, Nederlands ondernemer (Philips) (overleden 2012)

### april
- 1 - Jan Edelman Bos, Nederlands bedrijfskundige (overleden 2024)
- 2 - George MacDonald Fraser, Brits schrijver (overleden 2008)
- 2 - Hans Rosenthal, Duits televisiepresentator (overleden 1987)
- 3 - Tony Benn, Brits politicus (Labour) (overleden 2014)
- 3 - André Köbben, Nederlands cultureel antropoloog (overleden 2019)
- 4 - Serge Dassault, Frans ondernemer en politicus (overleden 2018)
- 4 - Lenie Keller, Nederlands schoonspringster (overleden 1995)
- 8 - Tage Henriksen, Deens roeier (overleden 2016)
- 9 - David Huffman, Amerikaans informaticus (overleden 1999)
- 9 - Joop van Os, Nederlands (televisie)journalist en -presentator (overleden 1995)
- 9 - Paula Sémer, Belgisch presentatrice en actrice (overleden 2021)
- 11 - Johnny Fedricks, Amerikaans autocoureur (overleden 2001)
- 11 - Gordon Giovanelli, Amerikaans roeier (overleden 2022)
- 11 - Rik Kuypers, Belgisch filmregisseur (overleden 2019)
- 11 - Erna Spoorenberg, Nederlands sopraan (overleden 2004)
- 14 - Lenore Harney, Kittitiaans arts (overleden 2020)
- 14 - Abel Muzorewa, Zimbabwaans methodistisch bisschop en politicus (overleden 2010)
- 14 - Rod Steiger, Amerikaans acteur (overleden 2002)
- 16 - Herman Bode, Nederlands vakbondsman (overleden 2007)
- 16 - Piero Valenzano, Italiaans autocoureur (overleden 1955)
- 17 - Benjamin Jacques Asscher, Nederlands jurist, advocaat en rechter (overleden 2008)
- 18 - Jan Kleyn, Nederlands atleet (overleden 2009)
- 19 - Germ Hofma, Nederlands voetballer (overleden 2018)
- 19 - John Kraaijkamp sr., Nederlands acteur en komiek (overleden 2011)
- 19 - Hugh O'Brian, Amerikaans acteur en filantroop (overleden 2016)
- 21 - Solomon Perel, Duits-Israëlisch auteur (overleden 2023)
- 22 - George Cole, Engels acteur (overleden 2015)
- 25 - Alfred Kelbassa, Duits voetballer (overleden 1988)
- 25 - Sergio Sighinolfi, Italiaans autocoureur (overleden 1956)
- 27 - Folke Eriksson, Zweeds waterpoloër (overleden 2008)
- 29 - Ab Abspoel, Nederlands acteur (overleden 2000)
- 29 - Rudolf Bernhardt, Duits rechtsgeleerde; rechter bij het EHRM (overleden 2021)
- 29 - Iwao Takamoto, Japans-Amerikaans tekenfilmmaker (overleden 2007)

### mei
- 1 - Scott Carpenter, Amerikaans ruimtevaarder en diepzeeonderzoeker (overleden 2013)
- 2 - Eva Aeppli, Zwitsers beeldend kunstenares (overleden 2015)
- 2 - Roscoe Lee Browne, Amerikaans acteur (overleden 2007)
- 2 - Svatopluk Havelka, Tsjechisch componist (overleden 2009)
- 2 - Erna Westhelle (Erna Herbers), Nederlands-Duits zwemster
- 3 - Henk van der Linden, Nederlands filmregisseur (overleden 2021)
- 4 - Peter Blum, Zuid-Afrikaans dichter (overleden 1990)
- 4 - Heinz Eckner, Duits acteur en komiek (overleden 2012)
- 4 - Rose Jakobs, onderduikster en dagboekschrijfster (overleden 1944)
- 5 - Leo Ryan, Amerikaans Democratisch politicus (overleden 1978)
- 8 - André-Paul Duchâteau, Belgisch stripscenarioschrijver (overleden 2020)
- 8 - Ali Hassan Mwinyi, Tanzaniaans politicus (overleden 2024)
- 10 - Coupé Cloué, Haïtiaans zanger (overleden 1998)
- 10 - Néstor Rossi, Argentijns voetballer (overleden 2007)
- 11 - Harry Paape, Nederlands historicus en bestuurder (overleden 2001)
- 12 - Yogi Berra, Amerikaans honkballer (overleden 2015)
- 13 - Roger Asselberghs, Belgisch jazzsaxofonist en -klarinettist (overleden 2013)
- 13 - Rien de Roller, Nederlands beeldend kunstenaar (overleden 1983)
- 13 - Yves de Wasseige, Belgisch senator (overleden 2021)
- 14 - Yuval Ne'eman, Israëlisch militair, diplomaat, natuurkundige en politicus (overleden 2006)
- 14 - Ninian Sanderson, Schots autocoureur (overleden 1985)
- 16 - Nancy Roman, Amerikaans astronoom (overleden 2018)
- 16 - Bobbejaan Schoepen, Vlaams zanger, gitarist, acteur en pretparkdirecteur (overleden 2010)
- 17 - Michel de Certeau, Frans jezuïet en wetenschapper (overleden 1986)
- 18 - Justus Dahinden, Zwitsers architect (overleden 2020)
- 19 - Malcolm X, Amerikaans zwarte activist (overleden 1965)
- 22 - Jean Tinguely, Zwitsers schilder en beeldhouwer (overleden 1991)
- 24 - Mai Zetterling, Zweeds actrice en filmregisseuse (overleden 1994)
- 26 - Alec McCowen  Brits acteur en toneelregisseur (overleden 2017)
- 26 - Willem Hendrik Zwart, Nederlands organist en koordirigent (overleden 1997)
- 28 - Bülent Ecevit, Turks premier (overleden 2006)
- 28 - Dietrich Fischer-Dieskau, Duits bariton (overleden 2012)
- 28 - Martha Vickers, Amerikaans actrice (overleden 1971)
- 30 - Eddy Bruma, Surinaams politicus en schrijver (overleden 2000)
- 30 - John Cocke, Amerikaans informaticus (overleden 2002)
- 30 - Gerard Toorenaar, Nederlands politieman (overleden 1994)

### juni
- 1 - Richard Erdman, Amerikaans acteur en regisseur (overleden 2019)
- 3 - Tony Curtis, Amerikaans acteur (overleden 2010)
- 5 - Bill Hayes, Amerikaans zanger en acteur (overleden 2024)
- 6 - Andrew Mlangeni, Zuid-Afrikaans anti-apartheidsstrijder (overleden 2020)
- 8 - Barbara Bush, Amerikaans first lady, echtgenote van president George H.W. Bush (overleden 2018)
- 8 - Jack Chandu, Nederlands astroloog, grafoloog en publicist (overleden 1994)
- 9 - Antenor Lucas, Braziliaans voetballer bekend als Brandãozinho (overleden 2000)
- 10 - Willem Oltmans, Nederlands journalist (overleden 2004)
- 10 - James Salter, Amerikaans schrijver (overleden 2015)
- 11 - Juan Francisco Lombardo, Argentijns voetballer (overleden 2012)
- 11 - Jack Pinas, Surinaams beeldend kunstenaar en vakbondsman (overleden 2016)
- 11 - William Styron, Amerikaans schrijver (overleden 2006)
- 12 - Raphaël Géminiani, Frans wielrenner (overleden 2024)
- 13 - Wil Albeda, Nederlands politicus (overleden 2014)
- 14 - Jean-Louis Rosier, Frans autocoureur (overleden 2011)
- 14 - Pierre Salinger, Amerikaans journalist, publicist, voorlichter en politicus (overleden 2004)
- 16 - Sven Agge, Zweeds biatleet (overleden 2004)
- 16 - Ifigenia Martínez, Mexicaans politica en econoom (overleden 2024)
- 16 - Henny Orri, Nederlands actrice (overleden 2022)
- 18 - Marijke Hoving, Nederlands cabaretière
- 19 - Carol Voges, Nederlands striptekenaar en illustrator (overleden 2001)
- 20 - Audie Murphy, Amerikaans militair, acteur en zanger (overleden 1971)
- 21 - Giovanni Spadolini, Italiaans politicus, journalist en historicus (overleden 1994)
- 21 - Maureen Stapleton, Amerikaans actrice (overleden 2006)
- 23 - Oliver Smithies, Brits-Amerikaans geneticus (overleden 2017)
- 25 - June Lockhart, Amerikaans actrice
- 25 - Robert Venturi, Amerikaans architect (overleden 2018)
- 26 - Pavel Beljajev, Russisch ruimtevaarder (overleden 1970)
- 26 - Erich Reusch, Duits architect, schilder en beeldhouwer (overleden 2019)
- 27 - Michael Dummett, Brits filosoof (overleden 2011)
- 27 - Doc Pomus, Amerikaans blueszanger en songwriter (overleden 1991)
- 27 - Rodrigues, Braziliaans voetballer (overleden 1988)
- 29 - Giorgio Napolitano, Italiaans president (2006-2015) (overleden 2023)

### juli
- 2 - Patrice Lumumba, eerste minister-president van Congo (overleden 1961)
- 2 - Herman Wigbold, Nederlands journalist en programmamaker (overleden 1998)
- 4 - Cathy Berberian, Amerikaans componiste en mezzosopraan (overleden 1983)
- 5 - Jean Raspail, Frans schrijver (overleden 2020)
- 6 - Jef Dorpmans, Nederlands voetballer en voetbalscheidsrechter (overleden 2014)
- 6 - Merv Griffin, Amerikaans zanger, tv-producent en -presentator (overleden 2007)
- 6 - Bill Haley, Amerikaans zanger (overleden 1981)
- 8 - Lies Bonnier, Nederlands zwemster (overleden 2021)
- 10 - Mahathir Mohammed, Maleisisch politicus
- 11 - Nicolai Gedda, Zweeds tenor (overleden 2017)
- 14 - Francisco Álvarez Martínez, Spaans kardinaal en aartsbisschop (overleden 2022)
- 15 - Philip Carey, Amerikaans acteur (overleden 2009)
- 15 - Jan Niers, Nederlands politicus (KVP, CDA) (overleden 2005)
- 15 - Krishna Reddy, Indiaas beeldhouwer en graficus (overleden 2018)
- 16 - Cal Tjader, Amerikaans jazzmuzikant (overleden 1982)
- 17 - Gerard Kolthoff, Nederlands politicus en burgemeester (overleden 2010)
- 17 - Anita Lasker-Wallfisch, Duits-Brits celliste en holocaustoverlevende
- 18 - Shirley Strickland, Australisch atlete (overleden 2004)
- 20 - Jacques Delors, Frans politicus (overleden 2023)
- 21 - Annie Veldhuijzen, Nederlands zwemster (overleden 2012)
- 23 - Gloria DeHaven, Amerikaans actrice en (musical)zangeres (overleden 2016)
- 27 - Harry Towb, Noord-Iers acteur (overleden 2009)
- 28 - Baruch Samuel Blumberg, Amerikaans medicus en Nobelprijswinnaar (overleden 2011)
- 28 - Ton Harmsen, Nederlands sportbestuurder (voorzitter van AFC Ajax 1978-1988) (overleden 1998)
- 29 - Mikis Theodorakis, Grieks componist (overleden 2021)
- 30 - Hella Faassen, Nederlands actrice (overleden 2016)
- 30 - Finn Pedersen, Deens roeier (overleden 2012)

### augustus
- 2 - George Habash, Palestijns kinderarts en activist-terrorist (overleden 2008)
- 2 - Jorge Videla, Argentijns generaal en president-dictator (overleden 2013)
- 3 - Guy Degrenne, Frans ondernemer (overleden 2006)
- 3 - Alain Touraine, Frans socioloog (overleden 2023)
- 4 - Renaat Peeters, Belgisch politicus (overleden 1999)
- 5 - Albert Eschenmoser, Zwitsers chemicus (overleden 2023)
- 5 - Cor Witschge, Nederlands acteur (overleden 1991)
- 7 - Julián Orbón, Spaans-Cubaans componist (overleden 1991)
- 7 - Armand Gaétan Razafindratandra, Malagassisch kardinaal-aartsbisschop van Antananarivo in Madagaskar (overleden 2010)
- 7 - Monkombu Swaminathan, Indiaas landbouwkundige (overleden 2023)
- 8 - Alija Izetbegović, president van Bosnië en Herzegovina (overleden 2003)
- 9 - An Goedbloed, Nederlands beeldhouwster (overleden 2002)
- 9 - Len Sutton, Amerikaans autocoureur (overleden 2006)
- 11 - Mike Douglas, Amerikaans zanger, entertainer en presentator (overleden 2006)
- 12 - Lucien Konter, Luxemburgs voetballer (overleden 1990)
- 15 - Aldo Ciccolini, Italiaans-Frans pianist (overleden 2015)
- 15 - Oscar Peterson, Canadees jazzmusicus (overleden 2007)
- 18 - Jan de Soet, Nederlands  topfunctionaris, president-directeur KLM (overleden 2012)
- 20 - Ad Boogaerts, Nederlands voetbalscheidsrechter (overleden 2010)
- 20 - Nico Verhoeven, Nederlands dichter (overleden 1974)
- 22 - Honor Blackman, Brits actrice (overleden 2020)
- 22 - Andrew Keller, Brits fysicus (overleden 1999)
- 23 - Jean Kerguen, Frans autocoureur (overleden 2005)
- 23 - Robert Mulligan, Amerikaans filmregisseur (overleden 2008)
- 25 - Jan Zwaan, Nederlands atleet (overleden 2007)
- 26 - Robert Colescott, Amerikaans kunstschilder (overleden 2009)
- 26 - Sangharakshita, Brits boeddhistisch leraar en schrijver (overleden 2018)
- 27 - Darry Cowl, Frans musicus en acteur (overleden 2006)
- 27 - Nat Lofthouse, Engels voetballer (overleden 2011)
- 27 - Leopoldo Pirelli, Italiaans industrieel (overleden 2007)
- 28 - Donald O'Connor, Amerikaans acteur, zanger en danser (overleden 2003)
- 30 - Julien Schoenaerts, Vlaams acteur (overleden 2006)
- 30 - Theo Wolvecamp, Nederlands Cobra-kunstenaar (overleden 1992)
- 30 - Henk Zantkuijl, Nederlands architect (overleden 2012)

### september
- 1 - Jef Anthierens, Vlaams journalist (Humo) (overleden 1999)
- 1 - Roy Glauber, Amerikaans natuurkundige en Nobelprijswinnaar (overleden 2018)
- 1 - Art Pepper, Amerikaans jazz-altsaxofonist en -klarinettist (overleden 1982)
- 2 - Russ Conway, Brits pianist (overleden 2000)
- 3 - Hank Thompson, Amerikaans countryzanger (overleden 2008)
- 4 - Leo Apostel, Belgisch filosoof (overleden 1995)
- 4 - Elias Hrawi, Libanees politicus; president 1989-1998 (overleden 2006)
- 5 - Patrick Leo McCartie, Brits R.K. bisschop (overleden 2020)
- 5 - Robert Schoonjans, Belgisch atleet (overleden 2011)
- 5 - Jos Vandeloo, Vlaams schrijver (overleden 2015)
- 6 - Freddie Oversteegen, Nederlands verzetsstrijdster (overleden 2018)
- 8 - Bat-Sheva Dagan, Pools-Israëlisch Holocaustoverlevende, onderwijzeres en auteur (overleden 2024)
- 9 - Cor Kleisterlee, Nederlands politicus (overleden 2017)
- 10 - Boris Tsjaikovski, Russisch componist (overleden 1996)
- 13 - Harry G.M. Prick, Nederlands biograaf en literatuurhistoricus (overleden 2006)
- 13 - Sergej Salnikov, Sovjet voetballer en trainer (overleden 1984)
- 13 - Mel Tormé, Amerikaans musicus (overleden 1999)
- 14 - Mauk de Brauw, Nederlands politicus (overleden 1984)
- 15 - Kirill Lavrov, Russisch acteur (overleden 2007)
- 15 - Dicky Rogmans, Nederlands kunstschilderes (overleden 1992)
- 15 - Helle Virkner, Deens filmactrice (overleden 2009)
- 16 - Charlie Byrd, Amerikaans jazzgitarist (overleden 1999)
- 16 - José Desmarets, Belgisch politicus (overleden 2019
- 16 - B.B. King, Amerikaans bluesgitarist (overleden 2015)
- 16 - Lucas Moreira Neves, Braziliaans kardinaal (overleden 2002)
- 18 - Pia Beck, Nederlands jazz-pianiste (overleden 2009)
- 20 - Justo Gallego Martínez, Spaans monnik en architect (overleden 2021)
- 21 - Johannes Linschoten, Nederlands psycholoog (overleden 1964)
- 22 - Virginia Capers, Amerikaans actrice (overleden 2004)
- 22 - Vital Loraux, Belgisch voetbalscheidsrechter (overleden 2013)
- 22 - Jacques Pirlot, Belgisch atleet
- 23 - Angelo Acerbi, Italiaans aartsbisschop
- 24 - Geoffrey Burbidge, Brits astrofysicus (overleden 2010)
- 24 - Emilio Yap, Filipijns zakenman, bankier, mediamagnaat en filantroop (overleden 2014)
- 25 - Silvana Pampanini, Italiaans actrice (overleden 2016)
- 25 - Janine Wegman, Nederlandse transgenderpionier (overleden 2007)
- 27 - Robert Edwards, Brits fysioloog, ivf-pionier en Nobelprijswinnaar (overleden 2013)

### oktober
- 1 - José Beyaert, Frans wielrenner (overleden 2005)
- 1 - Bram Schneiders, Nederlands diplomaat en schrijver (overleden 2020)
- 2 - Paul Goldsmith, Amerikaans autocoureur (overleden 2024)
- 3 - Gore Vidal, Amerikaans schrijver, dramaticus en essayist (overleden 2012)
- 5 - Antoine Gizenga, Congolees politicus (overleden 2019)
- 5 - Herbert Kretzmer, Zuid-Afrikaans journalist en songwriter (overleden 2020)
- 8 - Andrej Sinjavski (Abram Terts), Russisch schrijver (overleden 1997)
- 8 - Paul Van Hoeydonck, Belgisch beeldend kunstenaar (overleden 2025)
- 11 - Wander Bertoni, Oostenrijks beeldhouwer (overleden 2019)
- 11 - Aimé Bequet, Belgisch atleet
- 11 - Albert Dayer, Belgisch atleet (overleden in 1987)
- 11 - Elmore Leonard, Amerikaans schrijver en scenarist (overleden 2013)
- 12 - Fons Jansen, Nederlands cabaretier (overleden 1991)
- 12 - William Steinkraus, Amerikaans ruiter (overleden 2017)
- 12 - John Van Mullem, Belgisch atleet
- 13 - Lenny Bruce, Amerikaans stand-upcomedian (overleden 1966)
- 13 - Margaret Thatcher, Brits conservatief politica (premier 1979-1990) (overleden 2013)
- 14 - Friso Wiegersma, Nederlands tekstschrijver en kunstschilder (overleden 2006)
- 15 - Aurora Bautista, Spaans actrice (overleden 2012)
- 16 - Karel Dillen, Vlaams politicus en nationalist (Vlaams Blok) (overleden 2007)
- 16 - Angela Lansbury, Brits-Amerikaans actrice (overleden 2022)
- 16 - Lenka Peterson, Amerikaans actrice (overleden 2021)
- 17 - Jeff Uren,  Brits auto- en rallycoureur (overleden 2007)
- 18 - Ramiz Alia, Albanees politicus (partijleider 1985-1991) (overleden 2011)
- 19 - Czesław Kiszczak, Pools communistisch staatsman en militair (overleden 2015)
- 20 - Art Buchwald, Amerikaans columnist (overleden 2007)
- 20 - Tom Dowd, Amerikaans geluidstechnicus en muziekproducent (overleden 2002)
- 21 - Harm van der Meulen, Nederlands (vakbonds)bestuurder en politicus (overleden 2007)
- 21 - Andrej Zazrojev, Sovjet voetballer en trainer (overleden 1986)
- 22 - Karel Jansen, Nederlandse voetballer en voetbalbestuurder van o.a. voetbalspelersvakbond VVCS (overleden 2008)
- 22 - Robert Rauschenberg, Amerikaans modern kunstenaar (overleden 2008)
- 23 - Johnny Carson, Amerikaans televisiepresentator (overleden 2005)
- 23 - José Freire Falcão, Braziliaans kardinaal en aartsbisschop (overleden 2021)
- 24 - Bob Azzam, Libanees zanger (overleden 2004)
- 24 - Luciano Berio, Italiaans componist (overleden 2003)
- 24 - Caesarius Mommers, Nederlands frater, onderwijzer en onderwijskundige (overleden 2007)
- 24 - Daan Monjé, Nederlands politicus en activist (overleden 1986)
- 24 - Richter Roegholt, Nederlands historicus (overleden 2005)
- 25 - Dolf Coppes, Nederlands publicist en politicus (overleden 2001)
- 25 - Paul Van Dessel, Belgisch televisiedirecteur (overleden 2008)
- 25 - John Pople, Brits theoretisch chemicus en Nobelprijswinnaar (overleden 2004)
- 26 - Anne Hofte, Nederlands beeldend kunstenares
- 26 - Jan Wolkers, Nederlands schrijver, beeldhouwer en kunstschilder (overleden 2007)
- 27 - Warren Christopher, Amerikaans advocaat en Democratisch politicus (overleden 2011)
- 28 - Wim Keja, Nederlands politicus (overleden 1995)
- 29 - Klaus Roth, Duits-Brits wiskundige (overleden 2015)

### november
- 1 - Joost Baljeu, Nederlands beeldend kunstenaar en architect (overleden 1991)
- 1 - Arturo Lona Reyes, Mexicaans R.K. bisschop (overleden 2020)
- 3 - Robert Quarry, Amerikaans acteur (overleden 2009)
- 3 - Dorothy Truscott, Amerikaans bridgespeelster (overleden 2006)
- 4 - Teodor Anioła, Pools voetballer (overleden 1993)
- 4 - Roger Kerryn, Belgisch politicus (overleden 2012)
- 4 - Doris Roberts, Amerikaans actrice (overleden 2016)
- 6 - Michel Bouquet, Frans acteur (overleden 2022)
- 6 - Dirk de Vroome, Nederlands actievoerder (overleden 1986)
- 7  - Ernst Mosch, Duits muzikant (overleden 1999)
- 9 - Marc Leemans, Belgisch acteur (overleden 2015)
- 10 - Richard Burton, Brits acteur (overleden 1984)
- 11 - Kalle Svensson, Zweeds voetballer (overleden 2000)
- 11 - Jonathan Winters, Amerikaans komiek en stemacteur (overleden 2013)
- 12 - Gaetano Arfé, Italiaans politicus (overleden 2007)
- 13 - Inez van Dullemen, Nederlands schrijfster (overleden 2021)
- 13 - Paul Whear, Amerikaans componist, muziekpedagoog en dirigent (overleden 2021)
- 14 - Carel Bruens, Nederlands beeldend kunstenaar (overleden 2024)
- 14 - Roj Medvedev, Sovjet-Georgisch bioloog en politicus
- 14 - Zjores Medvedev, Sovjet-Georgisch wetenschapper en dissident (overleden 2018)
- 15 - Jurriaan Andriessen, Nederlands componist (overleden 1996)
- 15 - John Paay, Nederlands bandleider, componist en arrangeur (overleden 2019)
- 15 - Paul Raymond, Brits (porno)uitgever (overleden 2008)
- 17 - Rock Hudson, Amerikaans acteur (overleden 1985)
- 18 - Vicente Paterno, Filipijns politicus en topman (overleden 2014)
- 19 - Otto Deden, Nederlands organist en componist (overleden 2025)
- 19 - Eddie Russo, Amerikaans autocoureur (overleden 2012)
- 20 - Robert F. Kennedy, Amerikaans politicus (overleden 1968)
- 20 - Maja Plisetskaja, Russisch ballerina, choreografe en actrice (overleden 2015)
- 21 - José Carlos Bauer, Braziliaans voetballer, international en coach (overleden 2007)
- 21 - Joop Korzelius, Nederlands jazz-drummer (overleden 2022)
- 21 - Poncke Princen, Indonesisch mensenrechtenactivist (overleden 2002)
- 22 - Gunther Schuller, Amerikaans componist, dirigent en musicus (overleden 2015)
- 23 - Marga Kerklaan, Nederlands kinderboekenschrijfster, publiciste en programmamaakster (overleden 2013)
- 23 - Johnny Mandel, Amerikaans filmcomponist en arrangeur (overleden 2020)
- 24 - William F. Buckley jr., Amerikaans schrijver en journalist (overleden 2008)
- 24 - Simon van der Meer, Nederlands natuurkundige (overleden 2011)
- 25 - Frans Baert, Belgisch advocaat en politicus (overleden 2022)
- 25 - Joes Odufré, Nederlands regisseur (overleden 2004)
- 25 - Bep Warnas, Nederlands dirigent, componist, muziekpedagoog en trombonist (overleden 2004)
- 27 - Claude Lanzmann, Frans filosoof, journalist en hoogleraar (overleden 2018)
- 28 - József Bozsik, Hongaars voetballer (overleden 1978)
- 28 - Luigi Carpaneda, Italiaans schermer (overleden 2011)
- 29 - Ernst Happel, Oostenrijks voetballer en voetbaltrainer (overleden 1992)
- 30 - Andrés Franco, Filipijns atleet (overleden 2008)
- 30 - Tafazzal Khan, Brits-Pakistaans jurist en politicus

### december
- 2 - Julie Harris, Amerikaans actrice (overleden 2013)
- 2 - Daniel Janssens, Belgisch atleet (overleden 2004)
- 3 - Kim Dae-jung, Zuid-Koreaans politicus (overleden 2009)
- 3 - Francisco Luna Kan, Mexicaans politicus (overleden 2023)
- 3 - Paula Marckx, Belgisch model, journaliste en pilote (overleden 2020)
- 4 - Albert Bandura, Canadees psycholoog (overleden 2021)
- 5 - Anastasio Somoza Debayle, Nicaraguaans president-dictator (overleden 1980)
- 8 - Sammy Davis jr., Amerikaans zanger en acteur (overleden 1990)
- 8 - Arnaldo Forlani, Italiaans politicus (overleden 2023)
- 8 - Henk Peeters, Nederlands beeldend kunstenaar (overleden 2013)
- 9 - Ernest Gellner, Brits filosoof, antropoloog en socioloog (overleden 1995)
- 9 - Tanja Koen, Nederlands tv-omroepster en presentatrice
- 12 - Eugène Drenthe, Surinaams toneelschrijver, toneelregisseur en dichter (overleden 2009)
- 12 - John Möring, Nederlands producer, songwriter en pianist (overleden 2017)
- 13 - Dick Van Dyke, Amerikaans acteur en komiek
- 15 - Jacques Marinelli, Frans wielrenner (overleden 2025)
- 15 - Robert Naudts, Belgisch voetbalbestuurder (overleden 2017)
- 16 - Geir Hallgrímsson, IJslands politicus (overleden 1990)
- 16 - Kerima Polotan-Tuvera, Filipijns schrijfster (overleden 2011)
- 17 - Rijk de Gooyer, Nederlands acteur (overleden 2011)
- 17 - Nicolas Kettel, Luxemburgs voetballer (overleden 1960)
- 19 - Senne Rouffaer, Vlaams acteur en regisseur (overleden 2006)
- 19 - Robert Sherman, Amerikaans componist (overleden 2012)
- 20 - Oriol Bohigas i Guardiola, Spaans (Catalaans) architect, stedenbouwkundige en hoogleraar (overleden 2021)
- 20 - Bob De Moor, Belgisch striptekenaar (overleden 1992)
- 21 - Nic Loning, Nederlands kunstenaar (overleden 1984)
- 22 - Niberco, Nederlands goochelaar (overleden 1993)
- 24 - Prospero Grech, Maltees kardinaal (overleden 2019)
- 25 - Carlos Castaneda, Peruviaans-Amerikaans schrijver (overleden 1998)
- 26 - Georg Buschner, Oost-Duits voetballer en voetbaltrainer (overleden 2007)
- 27 - Michel Piccoli, Frans acteur en filmregisseur (overleden 2020)
- 28 - Piet Kamerman, Nederlands acteur (overleden 2025)
- 28 - Willy Kemp, Luxemburgs wielrenner (overleden 2021)
- 28 - Hildegard Knef, Duits actrice, schrijfster en zangeres (overleden 2002)
- 28 - Milton Obote, Oegandees president (overleden 2005)
- 30 - Cees Koch, Nederlands kanovaarder (overleden 2024)
- 31- Jaap Schröder, Nederlands violist, dirigent en muziekpedagoog (overleden 2020)

### datum onbekend
- Abdallah el-Khani, Syrisch diplomaat, minister en rechter
- Annie Verlee, Nederlands coach kunstschaatssters
- Osman Waqialla, Soedanees kunstenaar (overleden 2007)

## Overleden
januari
- 17 - Hendrik Geeraert (61), Belgisch volksheld, draaide de sluisdeuren in Nieuwpoort open in 1914

februari
- 3 - Jaap Eden (51), Nederlands schaatser en wielrenner
- 5 - Pablo Ocampo (72), Filipijns jurist en politicus
- 6 - Hubertus "Hubert" Savelkoul-Leconte (62), Belgisch koopman
- 11 - Aristide Bruant (73), Frans chansonnier en schrijver
- 16 - Adriano Hernandez (54), Filipijns generaal en politicus
- 24 - Hjalmar Branting (64), Zweeds politicus en Nobelprijswinnaar
- 24 - John Palm (39), Curaçaos componist
- 28 - Friedrich Ebert (54), Duits Rijkspresident

maart
- 10 - Meyer Prinstein (46), Amerikaans atleet
- 30 - Rudolf Steiner (64), Oostenrijks filosoof, schrijver, architect en pedagoog

april
- 14 - John Singer Sargent (69), Amerikaans schilder
- 28 - Louis Bouwmeester (82), Nederlands acteur en toneeldirecteur

mei
- 7 - William Hesketh Lever (73), Engels industrieel en filantroop
- 14 - Henry Rider Haggard (69), Engels schrijver

juni
- 20 - Josef Breuer (83), Oostenrijks psycholoog
- 21 - J.H. Leopold (60), Nederlands dichter en classicus

juli
- 1 - Erik Satie (59), Frans componist en pianist
- 1 - Jan Veth (61), Nederlands schilder en kunsthistoricus
- 5 - Hjalmar Borgstrøm (61), Noors componist
- 27 - Pieter Hofstede Crull (63), Nederlands jurist

augustus
- 5 - Georges Palante (62), Frans filosoof en anarchist
- 12 - Leo Dehon (82), Frans R.K. priester; stichter van de congregatie s.c.j.
- 20 - George Taubman Goldie (79), Manx ondernemer en bestuurder
- 16 - Jean Massart (60), Belgisch bioloog
- 22 - Henri van Kol (73), Nederlands politicus en mede-oprichter van de SDAP

september
- 16 - Leo Fall (52), Oostenrijks componist
- 16 - Aleksandr Friedmann (37), Russisch wiskundige en astronoom

oktober
- 9 - Abraham van Karnebeek (89), Nederlands jurist en politicus
- 14 - Eugen Sandow (58), Duits pionier op het gebied van bodybuilding
- 16 - James Sykes Gamble (78), Engels botanicus
- 31 - Max Linder (pseudoniem van Gabriel-Maximilien Neuvielle) (41), Frans acteur

november
- 2 - Antoon Derkinderen (65), Nederlands schilder en ontwerper
- 2 - Santiago Lucero (54), Filipijns politicus
- 20 - Alexandra van Denemarken (81), Deens prinses, prinses van Wales, koningin (-moeder) van Groot-Brittannië en keizerin van India
- 25 - Rama VI (44), koning van Thailand

december
- 5 - Wilhelmina Drucker (Dolle Mina) (78), Nederlands feministe
- 6 - Dat So La Lee (~96), indiaans-Amerikaans mandenvlechtster
- 9 - Eugène Gigout (81), Frans organist en componist
- 15 - Battling Siki (28), Senegalees-Frans bokser
- 29 - Félix Vallotton (60), Zwitsers kunstschilder

## Weerextremen in België
- 13 maart: Minimumtemperatuur zakt tot −8,0 °C in Ukkel en −15,0 °C in Thimister.
- 22 juli: Maximumtemperatuur tot 33,9 °C in Gembloers, 37,1 °C in Leopoldsburg en 38,8 °C in Rochefort.
- 25 juli: In 30 minuten 83 mm neerslag in Rummen (Geetbets) en in 4h20 122 mm in Tamines (Sambreville).
- 1 november: Maximumtemperatuur tot 22,7 °C in Ukkel.
- 29 november: 34 cm sneeuw in Ukkel (op een na dikste laag van de eeuw).
- november: Sneeuwlagen tot 62 cm in Drossart (Baelen) in het Hertogenwald. Een aantal dorpen zijn meerdere dagen afgesloten van de buitenwereld, bijvoorbeeld Felenne (Beauraing).
- 15 december: Vandaag begint een van de meest catastrofale perioden uit de klimatologische geschiedenis: het smeltwater van de dikke sneeuwlaag, die is blijven liggen sedert de maand november, en regens veroorzaken begin januari erge overstromingen in de valleien van de Maas en van haar bijrivieren.

Bron: KMI Gegevens Ukkel 1901-2003  met aanvullingen